# Лэкмен, Эдвард
Э́двард Лэ́кмен (англ. Edward Lachman; род. 31 марта 1948, Морристаун, Нью-Джерси, США) — американский кинооператор, наиболее известный по работе в независимом кино. Двукратный номинант на премию «Оскар».

## Биография
Закончил Гарвардский университет, затем учился в Туре, получил степень бакалавра искусств в университете Огайо. Работал ассистентом у крупнейших кинооператоров (Свен Нюквист, Робби Мюллер, Йорг Шмидт-Райтвайн). Снимает также документальные, короткометражные и телевизионные фильмы, выступает как режиссёр-постановщик.

## Избранная фильмография
- 1974 — Лорды из Флэтбуша (реж. Мартин Давидсон)
- 1978 — Wings of Ash: Pilot for a Dramatization of the Life of Antonin Artaud (реж. Маркус Райхерт)
- 1979 — Last Embrace (реж. Джонатан Демми)
- 1984 — The Last Trip to Harrisburg (также как режиссёр, вместе с Удо Киром)
- 1985 — Отчаянно ищу Сьюзен (реж. Сьюзен Зейделман)
- 1985 — Токио-га (реж. Вим Вендерс)
- 1987 — Как создать идеал (реж. Сьюзен Зейделман)
- 1987 — Меньше, чем ноль (реж. Марек Каневска)
- 1987 — Ein Aufstand alter Männer (реж. Фолькер Шлёндорф)
- 1990 — Отступник (реж. Дэннис Хоппер)
- 1991 — Миссисипи Масала (реж. Мира Наир)
- 1991 — Лондон, который меня убивает (реж. Ханиф Курейши)
- 1992 — Чуткий сон (реж. Пол Шрадер)
- 1997 — Прикосновение / Touch (реж. Пол Шрадер)
- 1997 — Селена (реж. Грегори Нава)
- 1999 — Девственницы-самоубийцы (реж. София Коппола)
- 1999 — Англичанин / The Limey (реж. Стивен Содерберг)
- 2000 — Эрин Брокович (реж. Стивен Содерберг)
- 2001 — Сладкий ноябрь (реж. Пэт О’Коннор)
- 2002 — Симона (реж. Эндрю Никкол)
- 2002 — Кен Парк (также режиссёр, вместе с Ларри Кларком, Золотой гвоздь Вальядолидского МКФ)
- 2002 — Вдали от рая (реж. Тодд Хайнс, номинация на Оскар, премия за выдающийся индивидуальный вклад Венецианского МКФ, премия Нью-Йоркского общества кинокритиков, премия Чикагской ассоциации кинокритиков, премия Лос-Анджелесской ассоциации кинокритиков, премия Бостонского общества кинокритиков, Серебряная лягушка МКФ в Лодзи, премия Независимый дух)
- 2006 — Компаньоны (реж. Роберт Олтмен)
- 2007 — Меня там нет (реж. Тодд Хайнс, Бронзовая лягушка МКФ в Лодзи)
- 2007 — Затравленная (реж. Дебора Кампмейер)
- 2009 — Жизнь в военные времена (реж. Тодд Солондз)
- 2010 — Вопль (реж. Роб Эпштейн, Джеффри Фридман)
- 2011 — Милдред Пирс (реж. Тодд Хейнс)
- 2015 — Кэрол (реж. Тодд Хейнс)
- 2016 — Такса (реж. Тодд Солондз)
- 2017 — Мир, полный чудес (реж. Тодд Хейнс)
- 2019 — Тёмные воды (реж. Тодд Хейнс)

## Признание
Премия МКФ на Гавайях за выдающиеся достижения в операторском искусстве (1994), многие другие национальные и международные награды.